# Teddy und die Hutmacherin
Teddy und die Hutmacherin ist eine deutsche Filmkomödie von 1915 innerhalb der Stummfilmreihe Teddy. Hauptdarsteller ist Paul Heidemann.

## Hintergrund
Produziert wurde der Stummfilm von Teddy Film Berlin (Nr. 2) in drei Akten. Die Zensur durchlief der Film im Juni 1915. Er wurde von der Polizei Berlin im Juni 1915 mit einem Jugendverbot belegt (Nr. 15.26), ebenso wie von der Polizei Düsseldorf am 1. November 1916 (Nr. 346).